# 張國鼎
張國鼎，直隸昌黎縣（今河北省昌黎縣）人。清朝軍事人物，武進士出身。
道光二十四年（1844年），張國鼎中式甲辰科武殿試張殿華榜二甲第四名進士，授官三等侍衛。曾官山西懷仁城都司。